# Phlebobranchia
Phlebobranchia es un suborden de ascidias tunicados en el orden Enterogona. El grupo incluye tanto a los animales coloniales como solitarios. Se distinguen de otras ascidias por la presencia de vasos longitudinales en la cesta de la faringe. Esto proporciona la etimología de su nombre: en griego antiguo, φλέψς, φλεβός significa "vaso sanguíneo". Otras características son que las gónadas están rodeados por una parte de la tripa. La parte posterior del abdomen está ausente, y muchas especies también carecen de la cavidad del epicardio que rodea el corazón y otros órganos internos en muchas otras ascidias. 

## Familias
Agnesiidae

Ascidiidae

Cionidae

Corellidae

Diazonidae

Hypobythiidae

Perophoridae